# Cristina Mazas
Cristina Mazas Pérez-Oleaga (Santander, Cantabria, 27 de junio de 1973) es una economista y política española del Partido Popular. Entre el 28 de junio de 2011 y el 9 de julio de 2015 fue la consejera de Economía, Hacienda y Empleo del Gobierno de Cantabria

## Biografía
Licenciada y doctora en Ciencias Económicas y Empresariales por la Universidad de Navarra, trabajó en el Ayuntamiento de Pamplona para la realización del estudio Estudios de costes de los servicios públicos del Ayuntamiento de Pamplona. Hasta el año 2011 fue profesora en el departamento de Ciencias Económicas y Empresariales de la Universidad de Cantabria. Actualmente es profesora de la Universidad Europea del Atlántico.
Perteneció al Comité Ejecutivo Regional del Partido Popular. Con una amplia trayectoria política, comienza siendo candidata en la lista del PP a las elecciones al Parlamento Europeo en 1999 y 2004. Paralelamente, va ocupando altos cargos en el Gobierno de Cantabria presidido por José Joaquín Martínez Sieso. Con solo 26 años, en junio de 1999 es nombrada directora general de Asuntos Europeos del Gobierno de Cantabria. En septiembre de 2000 se hace cargo de la Dirección General de Economía y justo un año después se convierte en la  directora general de Economía y Asuntos Europeos hasta julio de 2003, cuando deja el puesto debido al pacto de gobierno PRC-PSOE.
Desde 2003 es diputada regional y ejerció como portavoz del Grupo Popular en el área de Economía durante los ocho años de gobierno PRC-PSOE entre 2003 y 2011.
Entre 2011 y 2015 fue la consejera de Economía, Hacienda y Empleo del Gobierno de Cantabria, como consecuencia de la victoria por mayoría absoluta del PP en las elecciones autonómicas de 2011.

## Cargos desempeñados
- Directora general de Asuntos Europeos de Cantabria (1999-2000).
- Directora general de Economía de Cantabria (2000-2001).
- Directora general de Economía y Asuntos Europeos de Cantabria (2001-2003).
- Diputada del Parlamento de Cantabria (2003-2019).
- Portavoz de Economía del Grupo Popular en el Parlamento de Cantabria (2003-2011).
- Consejera de Economía, Hacienda y Empleo de Cantabria (2011-2015).[2]

| Predecesor: Ángel Agudo (Economía y Hacienda) Dolores Gorostiaga (Empleo y Bienestar Social) | Consejera de Economía, Hacienda y Empleo de Cantabria 2011-2015 | Sucesor: Juan José Sota |